# 26973 Lála
26973 Lála è un asteroide della fascia principale. Scoperto nel 1997, presenta un'orbita caratterizzata da un semiasse maggiore pari a 2,6973593 UA e da un'eccentricità di 0,0935449, inclinata di 4,58690° rispetto all'eclittica.